# T'es plus dans la course, papa !
Pour plus de détails, voir Fiche technique et Distribution.
T'es plus dans la course, papa ! (Come Blow Your Horn) est un film américain réalisé par Bud Yorkin, sorti en 1963.

## Fiche technique
- Titre original : Come Blow Your Horn
- Titre français : T'es plus dans la course, papa !
- Réalisation : Bud Yorkin
- Scénario : Norman Lear d'après la pièce de Neil Simon
- Photographie : William H. Daniels
- Musique : Nelson Riddle
- Pays d'origine :  États-Unis
- Format : Couleurs - 2,35:1 - Mono
- Genre : comédie
- Durée : 112 minutes
- Date de sortie :
  - États-Unis : 5 juin 1963
  - France : 18 décembre 1963

## Distribution
- Frank Sinatra (VF : Dominique Paturel) : Alain Baker (Alan en VO)
- Lee J. Cobb (VF : Claude Péran) : Harry R. Baker
- Molly Picon : Mrs. Sophie Baker
- Barbara Rush (VF : Michèle Bardollet) : Connie
- Jill St. John : Peggy John
- Dan Blocker (VF : Pierre Collet) : Mr. Eckman
- Phyllis McGuire (en) : Mrs. Eckman
- Tony Bill (VF : Jacques Bernard (acteur)) : Buddy Baker
- George Davis : le chauffeur de taxi (non crédité)
- Jack Nestle (VF : Maurice Dorléac) : le réceptionniste (non crédité)
- Warren Cathcart (VF : Henry Djanik) : Willie (non crédité)
- Vinnie De Carlo (VF : Georges Atlas) : Maxie (non crédité)
- Harvey Johnson (VF : Roger Crouzet) : le sculpteur invité à la réception (non crédité)